# Roque Vallejos
Roque Vallejos (Asunción, 1943- Asunción, 2 de abril de 2006) fue un poeta, periodista, crítico y psiquiatra paraguayo.
Forma parte de la llamada "promoción de 1960", con Francisco Pérez Mariecevich, Esteban Cabañas y Miguel A. Fernández: "Poetas urgidos por una misma ansiedad y un mensaje unívoco: el de un mundo en trizas que cada uno de ellos trata de salvar reconstruyéndolo con la palabra, enfrentándolo con un temple distinto, en un ámbito diverso de la imaginación o de la sensibilidad, pero con una equivalente desesperada sinceridad".
Aparte de sus ensayos, ha publicado Pulso de sombra, Los arcángeles ebrios y Poemas del Apocalipsis. En ellos Josefina Plá ve que "Vallejos ha creado una poesía desnuda penetrada por un lívido rasgo al sesgo; como en los cuadros de los "tenebrosi" es notable la ausencia en ella de palabras que aludan a la claridad, a la luz, a la compañía de las cosas; su claridad es siempre una sin memoria, opaca, renunciante. Poesía engañosamente desnuda, con una inabarcable desnudez abismal. Ácida como el trago de muerte a que alude en uno de sus poemas".